# Jackson Collins
Jackson Collins (n. 5 noiembrie 1998, Queensland, Australia) este un caiacist ce a reprezentat Australia, medaliat olimpic. A participat la o ediție a Jocurilor Olimpice (2024) în care a câștigat o medalie de argint.

## Participări
Lista de mai jos prezintă principalele competiții la care a participat Jackson Collins de-a lungul carierei.
- Jocurile Olimpice de vară din 2024[2]